# 2399 Terradas
2399 Terradas este un asteroid din centura principală, descoperit pe 17 iunie 1971 de Carlos Cesco.